# Église Notre-Dame-de-France de Juvisy
L'église Notre-Dame de France est une église paroissiale de culte catholique, située dans la commune française de Juvisy et le département de l'Essonne.

## Histoire
Auparavant, existait à cet endroit une chapelle Saint-Nicolas construite au XIe siècle par des moines venus de l'abbaye de Marmoutier.
Elle fut remplacée par une église paroissiale.
Cette église, devenue trop fragile à la suite d'agrandissements malheureux réalisés en 1927, dut être remplacée.
L'église Notre-Dame-de-France fut construite en 1938 sur les ruines de cette première église.
Elle est partiellement touchée lors du bombardement de Juvisy le 18 avril 1944.